# Mayor García av Kastilien
Mayor García av Kastilien, född okänt år, död efter 1034, var regerande grevinna av grevskapet Ribagorza i nordligaste Spanien från 1010 till 1025.
Hon var dotter till greve García Fernández av Kastilien och Ava av Ribagorza. 
År 1010 bad hennes moster, den regerande grevinnan Toda av Ribagorza, hennes bror Sancho García av Kastilien om en militär intervention mot sin make, greve Sunyer I av Pallars. Kastilien invaderade då Ribagorza, vilket ledde till att Toda tvingades abdikera till förmån för sin döda brors illegitima son (och Mayors kusin) Guillermo Isárnez av Ribagorza. 
I avtalet tillerkändes även Mayor García en del av Ribagorza genom hennes arvsrätt efter sin mor, Todas syster, och fick sedan gifta sig med greve Ramón III av Pallars-Jussá för att säkra fred mellan Kastilien och Pallars. Genom äktenskapet kunde även hennes make göra anspråk på hennes del av Ribagorza jure uxoris, och de hyllades som regerande greve och grevinna av Ribagorza. 
Hennes make lät ta ut skilsmässa från henne. Anledningen är inte känd, men var förmodligen släktskap i förbjudna led: hon var systerdotter till sin makes styvmor. 
Mayor García fortsatte efter skilsmässan att styra sin del av Ribagorza som sitt eget län. 
År 1025 tvingades hon lämna Ribagorza, avsäga sig länet och återvända till Kastilien, där hon blev abbedissa-grevinna i klostret San Miguel de Pedroso. Skilsmässan gick igenom någon gång efter januari 1027.
Hon är bekräftad som abbedissa 1028.
Hon levde fortfarande år 1034.